# Pon de Replay
«Pon de Replay» es una canción interpretada por la cantante barbadense Rihanna, incluida en su primer álbum de estudio, Music of the Sun (2005). Fue compuesta por Alisha «M'Jestie» Brooks, Vada Nobles, Evan Rogers y Carl Sturken y producida por estos tres últimos. Antes de firmar un contrato de seis discos con la compañía Def Jam Recordings, Rihanna grabó «Pon de Replay» como parte de las tres maquetas que se enviarían posteriormente a distintos sellos discográficos. Tras firmar con Def Jam, esta publicó la canción en los Estados Unidos como el primer sencillo del disco y de la cantante el 24 de mayo de 2005. Luego, en agosto del mismo año, se puso a la venta en el mundo en formato digital, aunque también estuvo disponible como CD y maxisencillo en varios territorios europeos, entre ellos Alemania, Francia y el Reino Unido. «Pon de Replay» es una canción de géneros dance pop y dancehall con influencias del reggae y el hip hop. En la letra, la cantante le pide al DJ que toque su canción favorita una vez más.
En términos generales, «Pon de Replay» obtuvo reseñas positivas de los críticos musicales. Asimismo, obtuvo varios reconocimientos en los medios, entre los que se destaca AOL Radio, Billboard y PopDust, entre otros. Desde el punto de vista comercial, ocupó el segundo puesto en la lista estadounidense Billboard Hot 100 y se mantuvo entre las diez primeras posiciones por doce semanas. En los demás países, llegó al número uno en Nueva Zelanda y se ubicó entre los cinco primeros en Austria, Bélgica, Dinamarca, Hungría, Irlanda, Noruega, el Reino Unido, Suecia y Suiza. Además, logró certificar disco de platino en Australia y doble platino en los Estados Unidos.
Como parte de la promoción de «Pon de Replay», se filmó un videoclip dirigido por Little X. Este tiene lugar en una discoteca, en donde Rihanna, sus amigas y las demás personas allí presentes empiezan a bailar y ejecutan varias coreografías a medida que la canción transcurre. El videoclip le permitió a Rihanna ganar el MTV Video Music Award Japan al mejor nuevo artista, en la edición del 2006, así como estar nominada en la categoría mejor vídeo dance en la versión australiana de dichos premios. Rihanna interpretó «Pon de Replay» en la entrega de 2005 de los MTV Video Music Awards y en la gira The Good Girl Gone Bad Tour, realizada entre los años 2007 y 2009.

## Antecedentes y publicación

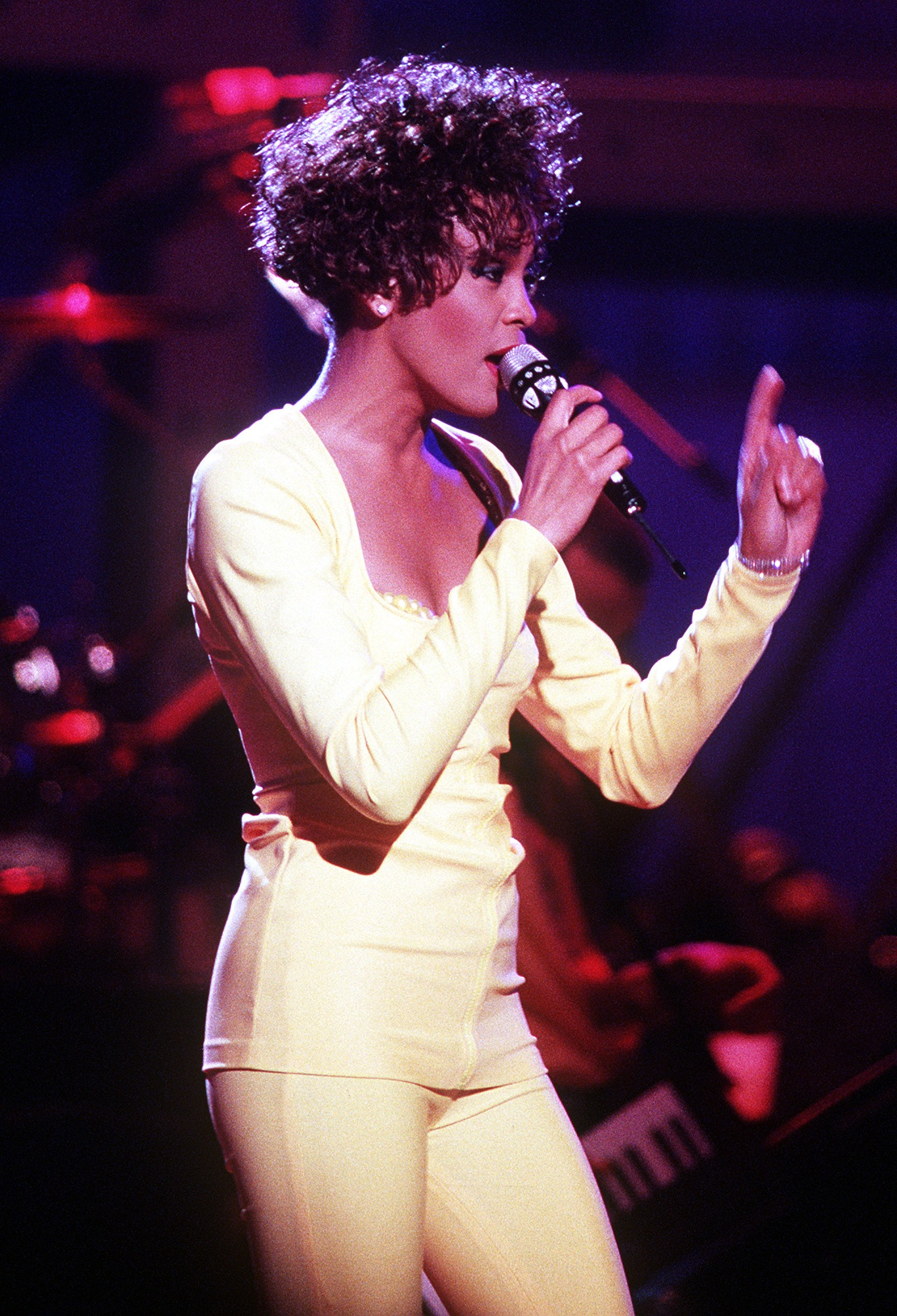
Antes de firmar un contrato con Def Jam, Rihanna interpretó una versión de «For the Love of You», de la cantante Whitney Houston (foto) para el entonces presidente de la compañía, Jay-Z.

Antes de firmar con la compañía Def Jam Recordings, Rihanna fue descubierta en su país natal, Barbados, por el productor estadounidense Evan Rogers, quien hizo los arreglos necesarios para que viajara a Nueva York, junto con su madre Monica, para grabar algunas maquetas que posteriormente serían enviadas a distintas compañías discográficas. Uno de los demos grabados fue «Pon de Replay», que fue compuesta y producida por Alisha «M'Jestie» Brooks, Carl Sturken, Evan Rogers y Vada Nobles en 2004. El primero en responder fue el rapero Jay-Z, quien recientemente había sido nombrado presidente y director ejecutivo de Def Jam Recordings. Rihanna audicionó para él y el magnate L.A. Reid en su oficina. Al repasar la audición y el encuentro con Jay-Z, la cantante explicó en una entrevista cómo se sentía antes de entrar a la sala: «Ahí es cuando realmente me puse nerviosa... Estaba como "Oh Dios, está ahí. ¡No puedo mirar, no puedo mirar, no puedo mirar!". Recuerdo haber estado tranquila, [pero] estaba muy tímida. Tenía frío todo el tiempo y mariposas en el estómago. Estaba sentada frente a Jay-Z. Eso, Jay-Zee. Estaba deslumbrada».
Durante la audición, Rihanna realizó una versión de «For the Love of You», de la cantante Whitney Houston, como así también interpretó «Pon de Replay» y «The Last Time», que tiempo después se incluirían en el álbum debut de la cantante, Music of the Sun. Jay-Z se mostró escéptico por la firma de Rihanna y por la interpretación de «Pon de Replay», después de que sintiese que era demasiado grande para ella. Al respecto, sostuvo: «Cuando una canción es tan grande, es difícil [para un artista nuevo] volver a hacer algo igual. No firmo canciones, firmo artistas. Algunas personas persiguen la canción [...] por un minuto. Quiero firmar a un artista basado en un pavoneo, el nivel de talento [o] la escritura. Estaba un poco reacio».
En los Estados Unidos, la compañía Def Jam Recordings publicó «Pon de Replay» el 24 de mayo de 2005, en formato vinilo. Luego, el 7 de junio del mismo año, fue lanzada la versión de la radio —que dura tres minutos y 34 segundos— siete días después fue enviada a la radio Contemporary hit radio/Top 40 y el 26 de julio se puso a la venta a través de la descarga digital en ese mismo país. En el mundo, fue lanzado en este mismo formato el 22 de agosto. Ese mismo día, se publicó también en maxisencillo y sencillo en CD en Alemania, mientras que en Francia y el Reino Unido, estuvo disponible desde el 11 de octubre. En este último país, salió a la venta el 23 de agosto en Enhanced CD, disco compacto que combina el audio digital y el CD-ROM. Esta edición ofrecía el tema «Should I?», con la participación de J-Status, y que seis días después se incluiría en la edición británica de Music of the Sun. Por su parte, en la Unión Europea, se lanzó al mercado en sencillo en CD, el 19 de agosto, y en el Reino Unido, el 22 del mismo mes. Finalmente, el sello publicó la canción en maxisencillo y vinilo de 12" el 29 de agosto y 19 de septiembre de 2005, únicamente para los Estados Unidos.

## Composición

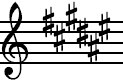
«Pon de Replay» está compuesta en la tonalidad de fa sostenido mayor.

«Pon de Replay» es una canción dance pop y dancehall, con influencias del reggae y el hip hop. Está compuesta por Alisha «M'Jestie» Brooks, Vada Nobles, Carl Sturken y Evan Rogers y producida por estos tres últimos. La grabación del sencillo tuvo lugar en los estudios The Loft Recording, en Bronxville, Nueva York. Los principales instrumentos son el teclado, el bajo y los tambores, mientras que su composición fue construida con acordes de guitarra y coros. Jason Groucott y Vada Nobles se encargaron de la mezcla en los estudios Sony de Nueva York y Blake Douglas, Jason Agel, Roy Matthews y Val Brathwaite quedaron a cargo de la ingeniería de mezcla. Por su parte, Roy Matthews quedó como el asistente de ingeniería. Jason Birchmeier, de Allmusic, en su reseña a Music of the Sun, escribió sobre la composición de las canciones y las influencias musicales, al decir: «Así que mientras una canción como "Pon de Replay" sigue unas explosivas percusiones ligeramente dance y una cadencia vocal de reggae, es una simple canción dance pop en su máxima expresión, con un canto estándar en inglés y un hook imperdible». De modo similar, Barry Walters de Rolling Stone también comentó la composición del tema y coincidió con las opiniones de Birchmeier sobre la canción; comentó que «Pon De Replay» es una pieza muy pop de reggae y dancehall, con aplausos y percusiones sincopadas que recuerdan a una gran banda de jazz. Por su parte, Kelefa Sanneh del New York Times sostuvo que en «Pon de Replay», la cantante se monta en un ritmo reggae propulsor y preciso, mientras que Doug Rule de Metro Weekly describió los ritmos de dichos géneros como «atractivos». Bill Lamb, de About.com, calificó al bajo y a los tambores como «irresistibles» y comparó este último instrumento al de los clásicos new wave de los '80, como Adam & the Ants y Bow Wow Wow.
De acuerdo con la partitura publicada en Musicnotes por Alfred Publishing Co. Inc., la canción se establece en un compás de 4/4, está compuesta en la tonalidad de fa sostenido menor y posee un groove dance moderado de 100 pulsaciones por minuto. El registro vocal de la cantante se extiende desde la nota aguda fa♯3 a la grave do♯5. Sigue la progresión armónica mi-fa♯5-mi-fa♯5-mi-fa♯5. En una entrevista con el sitio web Kidzworld, Rihanna explicó el significado del título de la canción, al decir: «Es solo el lenguaje que hablamos en Barbados. Se ha cortado al inglés. [...] Básicamente le estoy diciendo al DJ que ponga mi canción otra vez». De este modo, en la letra, la cantante le pide al DJ que toque su canción favorita una vez más, hasta que llegue a cada persona al alcance del oído. Doug Rule, de Metro Weekly, comentó que en la línea Hey Mr. DJ, won't you turn the music up? —«Oye Sr. DJ, ¿no quieres subir la música?»— la canción sigue los pasos de otras recientes que también incorporaron la frase Hey Mr. DJ, como «Music» (2000) de Madonna y «Play» (2001) de Jennifer Lopez. Por otro lado, Bill Lamb describió la línea Let the bass from the speakers run through your sneakers como «fabulosa».

## Recepción crítica
En términos generales, «Pon de Replay» obtuvo comentarios positivos por parte de los críticos musicales. Kathi Kamen Goldmark, de la organización sin ánimo de lucro Common Sense Media, elogió que el álbum Music of the Sun iniciara con «Pon de Replay» y finalizara con una remezcla de esta canción, junto con Elephant Man, al decir que «comienza y termina con una nota alta irresistiblemente bailable». En la misma vena, Mack D. Male, del sitio web Mastermaq.ca, llamó a la remezcla «bastante decente» y describió a la canción como «extremadamente pegadiza» y la mejor del disco. Evan Serpick de Entertainment Weekly la calificó como una «belleza», y comparó el éxito comercial de «Pon de Replay» con el de «Mambo No. 5» (1999) de Lou Bega. No obstante, señaló que la fama de Rihanna probablemente durará más que la de Bega, pero no debería. Por su parte, Chantal Jenoure del Jamaica Observer sostuvo que en temas como «Pon de Replay», Rihanna trae el ambiente de fiesta, usando el dancehall y el hip hop, y afirmó que canciones como esta hacen que el oyente se sienta feliz y despreocupado.
Por otro lado, Sal Cinquemani de Slant Magazine reconoció que ha sido uno de los himnos más perdurables del verano, pero describió a la canción como una «mezcla de dancehall y pop que le debe bastante de su sudor y meneo a "Baby Boy" (2003) de Beyoncé». Bill Lamb de About.com le otorgó cuatro estrellas de cinco, comentó que era «hipnóticamente pegadiza» y que la voz resonante de la cantante promete versatilidad, pero declaró que no era un desafío intelectual. Finalmente, Lamb mencionó que esta melodía dance pegadiza quedará fijada. Suena genial bailando en una calurosa tarde de verano o escuchando desde el car audio. Un editor de la revista Billboard afirmó que hay una razón del porqué el sencillo debut de Rihanna se ha impulsado al top 40 del Billboard Hot 100: «es un éxito». El periodista escribió que la melodía reggae rebota con un ritmo punzante y altamente infeccioso. Finalmente, describió a la letra como «sencilla» y declaró: «Ponte en la pista de baile, sacude tu trasero y exige que el "DJ suba la música"». Liam Colle de PopMatters reveló que «por muy difícil que sea poner "Pon de Replay" sin repetirlo, finalmente escuché el resto del disco». En una reseña más positiva, Kelefa Sanneh del New York Times la consideró una de las pistas club más atractivas y grandes del verano.

### Reconocimientos
«Pon de Replay» obtuvo varios reconocimientos por parte de los críticos musicales. De este modo, Scott Shetler de AOL Radio la situó en el puesto número 7 de las 10 mejores canciones de Rihanna. Cameron Smith de Female First la incluyó en su lista de los mejores temas de la cantante, y comentó: «La pista donde todos hemos escuchado sobre Rihanna, "Pon De Replay", sigue siendo una melodía cantable e implacablemente pegadiza». En el sitio web Boomshots, la remezcla de la canción, que cuenta con la participación de Elephant Man, apareció en el séptimo lugar de los 10 mejores temas reggae de Rihanna. Por su parte, Andrew Unterberger de PopDust elaboró una lista llamada «No detengas la música: Todas las 125 canciones de Rihanna, en orden de peor a mejor», y «Pon de Replay» quedó en el sitio número 14. Unterberger comentó: «La canción que lo empezó todo para Rihanna y un clásico dancehall de los 2000. Rihanna no hace una tonelada de vocalización ostentosa en este [tema], en su lugar deja que el groove implacable de la canción tome el papel principal. [...] El ritmo de "Pon de Replay" se convirtió en uno de los sonidos más inevitables en la radio el verano de 2005, hipnotizando desde la primera escucha». Unterberger finalizó recalcando que el mejor momento de la canción ha sido la forma en que Rihanna «escupe la palabra sneak-ahs en la línea Let the bass from the speakers run through ya sneakers. El primero de muchos tics vocales súper impresionantes y súper ingeniosos que Rihanna haría inolvidables en el transcurso de su carrera».
Billboard creó los 20 mayores éxitos de Rihanna y «Pon de Replay» figuró en el número 12. Al respecto, sostuvo: «Uno por uno, dos por dos, todos en las discotecas estuvieron definitivamente rokeando al ritmo de este sencillo de 2005, [... que] ayudó a Rihanna a establecerse como una creadora de éxitos». Asimismo, editores de la misma revista incluyeron a la canción en el quinto puesto de la lista «Canciones del verano: 1982-2012», y también figuró, junto con otros temas de la artista, en el listado de las diez mejores canciones de entrenamiento de Rihanna, hecha por Jocelyn Voo de la revista Fitness. Por otro lado, también se crearon listas de las mejores canciones del 2005; así, Bill Lamb de About.com ubicó a la canción en la posición 14 de los 100 mejores temas pop de ese año, mientras que la radio neoyorquina WHTZ la posicionó en el decimoprimer lugar. Además de los reconocimientos obtenidos por parte de los críticos, «Pon de Replay» también ha sido galardonado como mejor sencillo dance y canción del año en los Barbados Music Awards. En los premios BMI Pop y BMI Urban, ganó como «canción premiada», y estuvo nominada en las categorías de mejor canción latina, R&B/Urban y Rap/Hip hop en la entrega de 2005 de los International Dance Music Awards.

## Recepción comercial

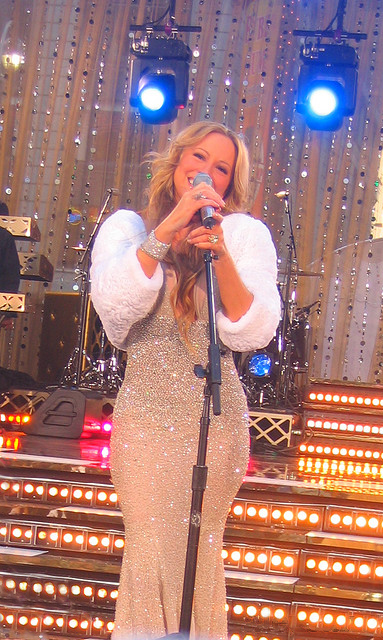
«We Belong Together», de la cantante estadounidense Mariah Carey (foto), evitó que «Pon de Replay» llegara a la cima de la lista Billboard Hot 100. La canción pasó un total de 14 semanas no consecutivas en el número uno.

En el aspecto comercial, «Pon de Replay» obtuvo una recepción muy positiva en el mundo. En los Estados Unidos, la canción debutó en el puesto número 97 de la lista Billboard Hot 100, el 11 de junio de 2005. Cinco ediciones después, ascendió a los diez primeros puestos, y el 30 de julio, llegó a la segunda posición de la Hot 100, solo detrás de «We Belong Together», de la cantante Mariah Carey, que pasó un total de 14 semanas no consecutivas en la cima de la lista. «Pon de Replay» pasó un total de 12 semanas en los diez mejores puestos y 27 en total. En los demás conteos de Billboard, el tema llegó al número uno en el Dance/Club Play Songs, Dance/Mix Show Airplay y Digital Songs, mientras que llegó al puesto 2 en el Pop 100 y Pop Songs, al 3 en Radio Songs, al 4 en Pop 100 Airplay y Rhythmic Top 40, al 7 en Rap Songs y finalmente al 24 en Hot R&B/Hip-Hop Airplay y Hot R&B/Hip-Hop Songs. En mayo de 2025, la Recording Industry Association of America (RIAA) certificó a la canción con cinco discos de platino, tras la venta de cinco millones de unidades equivalentes en el territorio estadounidense. De modo similar, «Pon de Replay» alcanzó un éxito en Nueva Zelanda. Entró por primera vez en la posición 37, el 15 de agosto de 2005; posteriormente, estuvo cuatro semanas consecutivas en el número 2, hasta llegar a la cima de la lista, en la edición del 10 de octubre. Permaneció 8 ediciones en el top diez, mientras que en total, por 16. La Recording Industry Association of New Zealand (RIANZ) le otorgó un disco de oro el 21 de septiembre de 2008, por la venta de 70 000 unidades. Por su parte, en Australia, ocupó la sexta posición de la lista el 20 de noviembre, estuvo en los diez primeros por 10 semanas y 22 en total.
Por otro lado, en los países de Europa, «Pon de Replay» también obtuvo una buena recepción. Tanto en Irlanda como en el Reino Unido, debutó y alcanzó el puesto número dos de sus respectivas listas, el 25 de agosto y 3 de septiembre de 2005. «Bad Day» de Daniel Powter y «The Importance of Being Idle» de Oasis evitaron que la canción llegase al número uno en ambos países, respectivamente. Del mismo modo, en Noruega y Suiza, el tema llegó al puesto 3, en Dinamarca, al 4 y en Austria, la región Flamenca de Bélgica y Suecia, al 5. En los demás mercados europeos, «Pon de Replay» alcanzó los diez primeros en Alemania, Finlandia, las listas Rádiós Top 40 y Single (track) Top 20 de Hungría, Italia y los conteos Single Sales y Radio Airplay de la Unión Europea. En la región Valona de Bélgica, España, Francia y los Países Bajos, ocupó el top veinte. Finalmente, la Federación Internacional de la Industria Fonográfica (IFPI) de Dinamarca y Suecia certificó a la canción con un disco de oro.

## Promoción
Para la promoción de «Pon de Replay», se lanzó un vídeo musical dirigido por Little X. Este transcurre en una discoteca e inicia con Rihanna y dos de sus amigas llegando al lugar. Al ver que el ambiente parece deslucido, debido al bajo volumen de la música —de ahí a la letra de la canción— y que la gente parece aburrida y no está bailando, la cantante entonces pide al DJ que suba la música. Rihanna, estando desde una plataforma y vestida en un top plateado y pantalón holgado, empieza a cantar el tema, causando que el DJ, interpretado por Cipha Sounds, suba la música. Con esto, las personas ahora empiezan a bailar la canción, entre ellos el rapero canadiense Kardinal Offishall, quien hace un cameo en el videoclip. En las escenas siguientes, se muestra a la gente bailando en la discoteca, con imágenes alternadas de Rihanna apoyada contra una pared con la palabra «bar» escrita en luces Led, mientras luce un vestido corto celeste. Posteriormente, realiza una danza del vientre en el escenario, con luces de neón verdes emitiendo arriba de ella. Después de que Rihanna pone a la gente a bailar, corre fuera de la plataforma a una pista de baile, mientras la multitud la sigue. Las escenas finales del vídeo muestran a las personas reunidas en el centro de la pista de baile, realizando varias coreografías. En los últimos segundos del videoclip, varios bailarines hacen una bicicleta humana de sus cuerpos. En una entrevista con Kidzworld, Rihanna comentó que su parte favorita del vídeo fue el baile, mientras que su menos preferida fue en la hora del almuerzo, pues, según ella, «ya no estaba bailando». Stephen Thomas Erlewine, de Allmusic, lo calificó de «deslumbrante, en un estilo urban». Por su parte, Liam Colle de PopMatters sostuvo que el vídeo la dejó «completa». Continuó: «Desde sus pantalones holgados a su voz adecuada basada en el Caribe, todo parecía tan perfecto (tal vez un poco demasiado perfecto). Así que sí, ella tiene apenas 18, ¿y qué? El vídeo musical de "Pon de Replay" debería ser presentado como el prototipo para la creación de [una] estrella astuta». Por el éxito de «Pon de Replay», estuvo nominado a mejor vídeo dance en los Premios MTV Australia de 2006, y ganó en los MTV Video Music Awards Japan de la misma edición, en la categoría de mejor nuevo artista.
Rihanna interpretó «Pon de Replay» en la entrega de 2005 de los MTV Video Music Awards, junto con un DJ y un grupo de bailarines. También, la cantó en su gira The Good Girl Gone Bad Tour, como primera canción del repertorio. La presentación figuró en el DVD de la cantante, Good Girl Gone Bad Live, grabado en el Manchester Arena de Mánchester, Inglaterra. Por otro lado, Rihanna hizo una aparición especial como jurado en la película de 2006 Bring It On: All or Nothing. La historia se centra en un par de equipos rivales que compiten por la oportunidad de aparecer en el próximo especial de televisión de Rihanna. «Pon de Replay» se tocó durante el final de la película y posteriormente se incluyó en la banda sonora del mismo.

## Premios y nominaciones
«Pon de Replay» recibió varias distinciones y nominaciones de distintas ceremonias de premiación. A continuación, una lista de las candidaturas que obtuvo:
| Año  | Premiación                       | Categoría                       | Resultado | Ref.           |
| ---- | -------------------------------- | ------------------------------- | --------- | -------------- |
| 2006 | Barbados Music Awards            | Mejor sencillo dance            | Ganador   | [ 112 ] [ 56 ] |
| 2006 | Barbados Music Awards            | Canción del año                 | Ganador   | [ 112 ] [ 56 ] |
| 2006 | BMI Pop Awards                   | Canción premiada                | Ganador   | [ 57 ]         |
| 2006 | BMI Urban Awards                 | Canción premiada                | Ganador   | [ 58 ]         |
| 2006 | International Dance Music Awards | Mejor canción latina            | Nominado  | [ 59 ]         |
| 2006 | International Dance Music Awards | Mejor canción R&B/urban         | Nominado  | [ 59 ]         |
| 2006 | International Dance Music Awards | Mejor canción Rap/Hip hop       | Nominado  | [ 59 ]         |
| 2006 | Premios MTV Australia            | Mejor vídeo dance               | Nominado  | [ 105 ]        |
| 2006 | MTV Video Music Awards Japan     | Mejor nuevo artista en un vídeo | Ganador   | [ 106 ]        |

## Lista de canciones y formatos
| Descarga digital |                                            |          |  |
| N.º              | Título                                     | Duración |  |
| 1.               | «Pon De Replay» (versión de la radio)      | 3:34     |  |
| 2.               | «Pon De Replay» (remix) (con Elephant Man) | 3:39     |  |

| Descarga digital |                                      |          |  |
| N.º              | Título                               | Duración |  |
| 1.               | «Pon De Replay» (Pon De Club Play)   | 7:32     |  |
| 2.               | «Pon De Replay» (Cotto's Replay Dub) | 6:47     |  |

| Sencillo en CD publicado en Europa |                                            |          |  |
| N.º                                | Título                                     | Duración |  |
| 1.                                 | «Pon De Replay» (versión de la radio)      | 3:34     |  |
| 2.                                 | «Pon De Replay» (remix) (con Elephant Man) | 3:37     |  |

| Sencillo en CD promocional publicado en Europa |                                       |          |  |
| N.º                                            | Título                                | Duración |  |
| 1.                                             | «Pon De Replay» (versión de la radio) | 3:36     |  |

| Sencillo en CD publicado en el Reino Unido |                                            |          |  |
| N.º                                        | Título                                     | Duración |  |
| 1.                                         | «Pon De Replay» (versión de la radio)      | 3:34     |  |
| 2.                                         | «Pon De Replay» (remix) (con Elephant Man) | 3:37     |  |

| Sencillo Enhanced CD publicado en el Reino Unido |                                       |          |  |
| N.º                                              | Título                                | Duración |  |
| 1.                                               | «Pon De Replay» (versión de la radio) | 3:38     |  |
| 2.                                               | «Should I?» (versión del álbum)       | 3:09     |  |
| 3.                                               | «Pon De Replay» (Cotto's Replay Dub)  | 6:51     |  |
| 4.                                               | «Pon De Replay» (U-MYX Format)        |          |  |

| Maxisencillo en CD publicado en Alemania, Australia y los Estados Unidos |                                      |          |  |
| N.º                                                                      | Título                               | Duración |  |
| 1.                                                                       | «Pon De Replay» (versión del álbum)  | 3:37     |  |
| 2.                                                                       | «Pon De Replay» (Cotto's Replay Dub) | 6:47     |  |
| 3.                                                                       | «Pon De Replay» (instrumental)       | 3:37     |  |
| 4.                                                                       | «Pon De Replay» (vídeo musical)      |          |  |

| Maxisencillo en CD (Remix) publicado en los Estados Unidos |                                          |          |  |
| N.º                                                        | Título                                   | Duración |  |
| 1.                                                         | «Pon De Replay (Remix)» (versión limpia) | 3:37     |  |
| 2.                                                         | «Pon De Replay (Remix)» (instrumental)   | 3:36     |  |
| 3.                                                         | «Pon De Replay (Remix)» (call out)       | 3:37     |  |

| Vinilo de 12" publicado en los Estados Unidos y el Reino Unido (Lado A y lado B) |                                       |          |  |
| N.º                                                                              | Título                                | Duración |  |
| 1.                                                                               | «Pon De Replay» (versión de la radio) | 3:34     |  |
| 2.                                                                               | «Pon De Replay» (instrumental)        | 4:06     |  |
| 3.                                                                               | «Pon De Replay» (versión de la radio) | 3:34     |  |
| 4.                                                                               | «Pon De Replay» (instrumental)        | 4:06     |  |

| Vinilo de 12" (Remix) publicado en los Estados Unidos (Lado A y lado B) |                                          |          |  |
| N.º                                                                     | Título                                   | Duración |  |
| 1.                                                                      | «Pon De Replay (Remix)» (versión limpia) | 3:37     |  |
| 2.                                                                      | «Pon De Replay (Remix)» (instrumental)   | 3:36     |  |
| 3.                                                                      | «Pon De Replay (Remix)» (versión limpia) | 3:37     |  |
| 4.                                                                      | «Pon De Replay (Remix)» (instrumental)   | 3:36     |  |

| Vinilo de 12" publicado en Europa (Lado A y lado B) |                                            |          |  |
| N.º                                                 | Título                                     | Duración |  |
| 1.                                                  | «Pon De Replay» (versión del álbum)        | 3:37     |  |
| 2.                                                  | «Pon De Replay» (instrumental)             | 3:37     |  |
| 3.                                                  | «Pon De Replay» (remix) (con Elephant Man) | 3:37     |  |

| Vinilo de 12" promocional en Europa |                                       |          |  |
| N.º                                 | Título                                | Duración |  |
| 1.                                  | «Pon De Replay» (versión de la radio) | 3:36     |  |
| 2.                                  | «Pon De Replay» (instrumental)        | 4:06     |  |

| CD de remezclas (Dance Remixes) publicado en los Estados Unidos |                                               |          |  |
| N.º                                                             | Título                                        | Duración |  |
| 1.                                                              | «Pon De Replay» (versión del álbum)           | 3:32     |  |
| 2.                                                              | «Pon De Replay» (Pon De Club Play Radio Edit) | 3:32     |  |
| 3.                                                              | «Pon De Replay» (Pon De Club Play)            | 7:32     |  |
| 4.                                                              | «Pon De Replay» (Cotto's Replay Dub)          | 6:47     |  |

| CD publicado en el Reino Unido |                                     |          |  |
| N.º                            | Título                              | Duración |  |
| 1.                             | «Pon De Replay» (versión del álbum) | 3:37     |  |
| 2.                             | «Pon De Replay» (instrumental)      | 3:37     |  |

## Posicionamiento en listas
| País (Lista 2005-06)                     | Mejor posición |
| ---------------------------------------- | -------------- |
| Alemania                                 | 6              |
| Australia                                | 6              |
| Austria                                  | 5              |
| Bélgica Flandes                          | 5              |
| Bélgica Valonia                          | 14             |
| Dinamarca                                | 4              |
| España                                   | 18             |
| Estados Unidos (Billboard Hot 100)       | 2              |
| Estados Unidos (Dance/Club Play Songs)   | 1              |
| Estados Unidos (Dance/Mix Show Airplay)  | 1              |
| Estados Unidos (Digital Songs)           | 1              |
| Estados Unidos (Hot R&B/Hip-Hop Airplay) | 24             |
| Estados Unidos (Hot R&B/Hip-Hop Songs)   | 24             |
| Estados Unidos (Pop 100)                 | 2              |
| Estados Unidos (Pop 100 Airplay)         | 4              |
| Estados Unidos (Pop Songs)               | 2              |
| Estados Unidos (Radio Songs)             | 3              |
| Estados Unidos (Rap Songs)               | 7              |
| Estados Unidos (Rhythmic Top 40)         | 4              |
| Finlandia                                | 8              |
| Francia                                  | 18             |
| Hungría (Rádiós Top 40)                  | 7              |
| Hungría (Single (track) Top 20)          | 5              |
| Irlanda                                  | 2              |
| Italia                                   | 6              |
| Noruega                                  | 3              |
| Nueva Zelanda                            | 1              |
| Países Bajos                             | 15             |
| Reino Unido                              | 2              |
| Suecia                                   | 5              |
| Suiza                                    | 3              |
| Unión Europea (Singles Sales)            | 2              |
| Unión Europa (Radio Airplay)             | 5              |

| País (Lista 2005-06)               | Posición |
| ---------------------------------- | -------- |
| Australia                          | 39       |
| Austria                            | 32       |
| Bélgica Flandes                    | 43       |
| Bélgica Valonia                    | 72       |
| Estados Unidos (Billboard Hot 100) | 18       |
| Hungría                            | 77       |
| Italia                             | 43       |
| Nueva Zelanda                      | 14       |
| Países Bajos                       | 82       |
| Reino Unido                        | 33       |
| Suecia                             | 42       |
| Suiza                              | 19       |
| Unión Europea                      | 17       |

## Certificaciones
| País (organismo certificador) | Certificaciones |
| ----------------------------- | --------------- |
| Australia (ARIA)              | Platino         |
| Dinamarca (IFPI — Dinamarca)  | Oro             |
| Estados Unidos (RIAA)         | 5× Platino      |
| Nueva Zelanda (RIANZ)         | Oro             |
| Reino Unido (BPI)             | Plata           |
| Suecia (IFPI — Suecia)        | Oro             |

## Historial de lanzamientos
| País           | Fecha                    | Formato                       | Discográfica       | Ref.                               |
| -------------- | ------------------------ | ----------------------------- | ------------------ | ---------------------------------- |
| Estados Unidos | 24 de mayo de 2005       | Vinilo                        | Def Jam Recordings | [ 10 ] [ 11 ] [ 140 ]              |
| Estados Unidos | 7 de junio de 2005       | Versión de la radio           | Def Jam Recordings | [ 12 ]                             |
| Estados Unidos | 14 de junio de 2005      | Contemporary hit radio/Top 40 | Def Jam Recordings | [ 13 ]                             |
| Estados Unidos | 26 de julio de 2005      | Descarga digital              | Def Jam Recordings | [ 14 ] [ 15 ]                      |
| Unión Europea  | 19 de agosto de 2005     | Sencillo en CD                | Def Jam Recordings | [ 29 ]                             |
| Alemania       | 22 de agosto de 2005     | Sencillo en CD y maxisencillo | Def Jam Recordings | [ 21 ] [ 22 ]                      |
| Mundo          | 22 de agosto de 2005     | Descarga digital              | Def Jam Recordings | [ 16 ] [ 17 ] [ 18 ] [ 19 ] [ 20 ] |
| Reino Unido    | 22 de agosto de 2005     | Sencillo en CD                | Def Jam Recordings | [ 30 ]                             |
| Reino Unido    | 23 de agosto de 2005     | Enhanced CD                   | Def Jam Recordings | [ 26 ]                             |
| Estados Unidos | 29 de agosto de 2005     | Maxisencillo                  | Def Jam Recordings | [ 31 ]                             |
| Estados Unidos | 19 de septiembre de 2005 | Vinilo de 12"                 | Def Jam Recordings | [ 32 ]                             |
| Reino Unido    | 11 de octubre de 2005    | Sencillo en CD y maxisencillo | Def Jam Recordings | [ 24 ]                             |
| Francia        | 11 de octubre de 2005    | Sencillo en CD y maxisencillo | Def Jam Recordings | [ 23 ]                             |

## Créditos y personal
- Voz: Rihanna.
- Composición: Alisha Brooks, Carl Sturken, Evan Rogers y Vada Nobles.
- Producción: Carl Sturken, Evan Rogers y Vada Nobles.
- Grabación: Al Hemberger (The Loft Recording Studios, Bronxville, Nueva York).
- Mezcla: Jason Groucott y Vada Nobles (Sony Studios, Nueva York).
- Asistencia de ingeniería: Roy Matthews.
- Asistencia de ingeniería de mezcla: Blake Douglas, Jason Agel, Roy Matthews y Val Brathwaite.
- Instrumentación: bajo, tambores y teclados.

Fuentes: Discogs y notas de Music of the Sun.